# 維霍普尼
50°1′45″N 24°13′38″E / 50.02917°N 24.22722°E
維霍普尼（烏克蘭語：Вихопні），是烏克蘭西部的村莊，隸屬利維夫州的利維夫區。該村始建於1850年，面積10.34平方公里，海拔高度227米，2024年人口600。